# Omoul
Coregonus migratorius
Espèce
Statut de conservation UICN

 DD  : Données insuffisantes
L'omoul (Coregonus migratorius; russe : омуль) est un poisson du genre des corégones (coregonus), de la famille des salmonidés. C'est un poisson pélagique présent dans le lac Baïkal (Russie). Ses flancs sont argentés et son dos plus sombre. Parfois décrite comme Coregonus automnalis ou Coregonus automnalis migratorius, l'omoul est désormais considéré comme une espèce au sein du complexe Coregonus lavaretus-clupeaformis.
Il y a quatre ou cinq sous-populations habituellement reconnues : Nord-Baïkal (северобайкальский), Selenga (селенгинский), Tchivyrk (чивыркуйский) et Possol (посольский).

## Consommation et pêche
L'omoul est l'une des principales ressources alimentaires pour les riverains du lac Baïkal. Sa consommation est appréciée dans toute la Russie, une partie de la production est même exportée vers les pays occidentaux. Si l'omoul fumé est très apprécié autour du lac, il est aussi proposé aux voyageurs du Transsibérien. Une partie de la production est consommée salée.
Parmi les préparations locales, on trouve la raskolotka (omouls congelés, finement râpés ou cassés en morceaux, servis crus ou épicés). L'omoul est aussi préparé avec des herbes, grillé, en soupe ou farci aux carottes.
Actuellement il semblerait que, du fait de sa rarification, il soit sérieusement protégé et que sa vente soit interdite sur les marchés locaux (lac Baïkal).